# Конституционный Суд Республики Башкортостан
Конституцио́нный Суд Республики Башкортостан (баш. Башҡортостан Республикаһының Конституция Суды) — судебный орган конституционного контроля, самостоятельно и независимо осуществляющий судебную власть посредством конституционного судопроизводства действующий на основании ст. 106 Конституции Республики Башкортостан и Закона Республики Башкортостан от 27.10.1992 г. № ВС-13/7 (ред. от 13.07.2009 г.) «О Конституционном суде Республики Башкортостан».
Полномочия, порядок образования и деятельности Конституционного суда Республики Башкортостан определяются Конституцией Республики Башкортостан и законом Республики Башкортостан «О Конституционном Суде Республики Башкортостан». Конституционный суд РБ состоит из 5 судей, назначаемых Государственным Собранием — Курултаем Республики Башкортостан по представлению Президента Республики Башкортостан.
Согласно изменениям в  ст.103  Конституции Республики Башкортостан (Закон РБ от 01.10.2021 № 441-з ) вступающих в силу с 1 января 2023 г. Конституционный суд Республики Башкортостан подлежит роспуску. А на его месте создается новый консультативный орган форме Конституционного совета Республики Башкортостан.  Новый орган не будет относиться к системе судебной власти. Однако,согласно изменениям в Конституции РБ  основа  формирования и назначения  должностных лиц во вновь формируемом Конституционном совете РБ  остается прежним.

## Структура
Главой Конституционного Суда является Председатель Конституционного Суда Республики Башкортостан.
В соответствии со ст.12 Закона Республики Башкортостан от 27.10.1992 г. № ВС-13/7 (ред. от 13.07.2009 г.) «О Конституционном суде Республики Башкортостан»:
1. Предложения о кандидатах на должность Председателя Конституционного Суда Республики Башкортостан, заместителя Председателя Конституционного Суда Республики Башкортостан, судьи Конституционного Суда Республики Башкортостан могут вноситься Президенту Республики Башкортостан депутатами Государственного Собрания — Курултая Республики Башкортостан, органами государственной власти Республики Башкортостан, представительными органами местного самоуправления, органами судейского сообщества Республики Башкортостан, юридическими научными и учебными заведениями из числа лиц с безупречной репутацией, обладающих признанной высокой квалификацией в области права. (в ред. Закона РБ от 07.11.2006 № 371-з)
2. Председатель Конституционного Суда Республики Башкортостан назначается на должность Государственным Собранием — Курултаем Республики Башкортостан по представлению Президента Республики Башкортостан. (в ред. Закона РБ от 07.11.2006 № 371-з)
3. Заместитель Председателя Конституционного Суда Республики Башкортостан, судьи Конституционного Суда Республики Башкортостан назначаются на должность Государственным Собранием — Курултаем Республики Башкортостан по представлению Президента Республики Башкортостан, которое вносится с учетом мнения Председателя Конституционного Суда Республики Башкортостан. (в ред. Закона РБ от 07.11.2006 № 371-з)
4. Назначение кандидатов на должность Председателя Конституционного Суда Республики Башкортостан, заместителя Председателя Конституционного Суда Республики Башкортостан, судьи Конституционного Суда Республики Башкортостан производится в порядке, установленном настоящим Законом и Регламентом Государственного Собрания — Курултая Республики Башкортостан. (в ред. Закона РБ от 07.11.2006 № 371-з)
5. В случае прекращения полномочий Председателя Конституционного Суда Республики Башкортостан, заместителя Председателя Конституционного Суда Республики Башкортостан, судьи Конституционного Суда Республики Башкортостан представление о назначении другого лица на вакантную должность вносится Президентом Республики Башкортостан в Государственное Собрание — Курултай Республики Башкортостан не позднее двух месяцев со дня открытия вакансии. (в ред. Закона РБ от 07.11.2006 № 371-з).

## Полномочия Конституционного Суда Республики Башкортостан
Согласно ст.3 Закона Республики Башкортостан «О Конституционном суде Республики Башкортостан»:
Конституционный Суд Республики Башкортостан в целях защиты конституционного строя Республики Башкортостан, прав и свобод человека и гражданина, обеспечения высшей юридической силы Конституции Республики Башкортостан по вопросам, отнесенным к ведению Республики Башкортостан:

## Состав Суда
- Еникеев Зуфар Иргалиевич (Председатель)
- Валеев Хайдар Арсланович (Заместитель Председателя)
- Крылов Владимир Михайлович
- Каримова Рузиля Рамилевна

## Председатели конституционного суда РБ
- Муксинов, Ирек Шарифович (1996—1999)
- Адигамов, Ильдус Анасович (2000—2009)
- Гумерова, Люция Шагибаловна (2009—2014)
- Еникеев Зуфар Иргалиевич (2014—2022)

## Количество принятых решений
По состоянию на 1 марта 2016 года Конституционный суд Республики Башкортостан за весь период своей деятельности вынес 32 постановления.

## Финансирование
Содержание суда за 2015 год обошлось бюджету региона в 24,4 млн руб..